# Thập thường thị
Thập Thường Thị (tiếng Trung: 十常侍) là mười hoạn quan có tầm ảnh hưởng lớn trong triều đình của Hán Linh Đế (168-189) thời Đông Hán. Trên thực tế có 12 người và tất cả đều giữ chức Trung Thường Thị (tiếng Trung: 中常侍).
Theo lịch sử, 12 người này là: Trương Nhượng (張讓), Triệu Trung (趙忠), Đoàn Khuê (段珪), Quách Thắng (郭勝), Hạ Huy (夏暉) Tôn Chương (孫璋), Tất Lam (畢嵐), Lật Tung (栗嵩), Cao Vọng (高望), Trương Cung (張恭), Hàn Khôi (韓悝) và Tống Điển (宋典).
Trong Tam quốc diễn nghĩa của La Quán Trung ghi 10 người:Trương Nhượng (張讓), Triệu Trung (趙忠), Phong Tư (封諝), Đoàn Khuê (段珪), Tào Tiết (高望), Hầu Lãm (侯覽), Kiển Thạc (蹇碩), Trình Khoán, Hạ Huy (夏暉), Quách Thắng (郭勝). Trong số này chỉ có năm người được sử sách liệt kê là Thập Thường Thị. Phong Tư, Hầu Lãm, Tào Tiết và Kiển Thạc mặc dù có thật nhưng không được liệt kê là Thập Thường Thị. Trình Khoán là nhân vật hư cấu.
Họ hàng và người thân của 12 quan thường thị cũng nổi tiếng tham nhũng.

## Những năm đầu
Hai trong số các hoạn quan, Trương Nhượng (張讓) và Triệu Trung (趙忠), bắt đầu phục vụ trong hoàng cung Hán sớm nhất với cấp bậc Cấp sự tỉnh trung (給事省中). Trương Nhượng xuất thân từ Dĩnh Xuyên (潁川郡; ngày nay là Hứa Xương, Hà Nam), Triệu Trung từ An Bình (安平郡; ngày nay là Ký Châu, Hà Bắc). Họ được thăng chức thành tiểu hoàng môn (xiao huangmen -小黃 門) dưới thời trị vì của Hoàn đế (146-168). Năm 159, Triệu Trung tham gia đảo chính lật đổ Lương Ký, một vị tướng có ảnh hưởng lớn, độc quyền quyền lực nhà nước trong thập niên 150. Để ghi nhận những nỗ lực của Triệu Trung, Hán Hoàn đế đã phong cho ông tước Đô hương hầu (都鄉侯). Năm 165, Triệu Trung được thăng lên tước Quan nội hầu (關內侯) và được cấp bổng lộc hàng năm là 1.000 hộc lương.

## Suy tàn
Đa số các hoạn quan bị giết khi Viên Thiệu thảm sát hoạn quan trong vụ binh biến trả thù cho Hà Tiến ngày 22 tháng 9 năm 189 tại kinh đô Lạc Dương. Trương Nhượng, Triệu Trung và một số hoạn quan khác chạy trốn khỏi kinh đô Lạc Dương nhưng bị Lư Thực truy đuổi nên Trương Nhượng và Triệu Trung nhảy xuống sông Hoàng Hà tự tử.